# Port lotniczy Tshikapa
Port lotniczy Tshikapa – port lotniczy zlokalizowany w Tshikapie, w Demokratycznej Republice Konga.